# Betekeredve 2.
A Betekeredve 2. (eredeti cím: Under Wraps 2) 2022-es amerikai fantasy film, amelyet Alex Zamm rendezett, a 2021-es Betekeredve című film folytatása. A főbb szerepekben Christian J. Simon, Malachi Barton, Sophia Hammons, Melanie Brook és Phil Wright látható.
Amerikában 2022. szeptember 25-én mutatta be a Disney Channel. Magyarországon 2022. október 30-án mutatja be a Disney Channel.

## Cselekmény
Amy az apja és vőlegénye, Carl kísérteties Halloween-témájú esküvőjére készül. A tervek azonban hamarosan félresiklanak, amikor Amy, Gilbert és Marshall felfedezik, hogy múmia barátjuk, Harold és az ő szeretett Rose-ja veszélyben lehet. Sobek, a gonosz múmia, aki ezeréves haraggal viseltetik legjobb barátja, a megkeseredett rivális Harold ellen, váratlanul felébred, és bosszúra szomjazik. Hipnotizált lakája, Larry segítségével Sobek elrabolja Rose-t, és Amynek, Gilbertnek, Marshallnak, Buzzynak és Haroldnak ismét be kell vetnie a képességeiket, hogy megmentsék a lányt, és időben visszaérjenek az esküvőre.

## Szereplők
| Szereplő               | Színész            | Magyar hang     |
| ---------------------- | ------------------ | --------------- |
| Marshall               | Malachi Barton     | Vida Bálint     |
| Gilbert Anderson       | Christian J. Simon | Csurgai Márk    |
| Amy                    | Sophia Hammons     | Boldog Emese    |
| Harold, a múmia        | Phil Wright        | Szrna Krisztián |
| Pop, Amy apja          | Claude Knowlton    | Fekete Zoltán   |
| Carl, Pop vőlegénye    | Antonio Cayonne    | Pásztor Tibor   |
| Buzzy                  | Melanie Brook      | Pekár Adrienn   |
| Sobek, a gonosz múmia  | T.J. Storm         | Papucsek Vilmos |
| Rose, Harold barátnője | Rryla McIntosh     | Sági Tímea      |
| Larry                  | Jordan Conley      | Hám Bertalan    |
| Beuller                | Adam Wylie         | Kapácsy Miklós  |

### Magyar változat
- Bemondó: Pál Tamás
- Magyar szöveg: Boros Karina
- Hangmérnök és vágó: Bogdán Gergő
- Gyártásvezető: Rába Ildikó
- Szinkronrendező: Dobay Brigitta
- Produkciós vezető: Orosz Katalin

A szinkront az SDI Media Hungary készítette.

## A sorozat készítése
A sorozatot 2022. február 7-én jelentették be. A forgatás New Westminsterben és Maple Ridge-ben zajlottak.